# Port lotniczy Sendai
Port lotniczy Sendai (jap. 仙台空港 Sendai Kūkō) (IATA: SDJ, ICAO: RJSS) – międzynarodowy port lotniczy położony 20 km na południe od centrum Sendai, na wyspie Honsiu, w Japonii.
W marcu 2011 w trakcie trzęsienia ziemi w Tōhoku lotnisko doznało poważnych zniszczeń, zostając całkowicie zalane 15 metrową falą Tsunami. Pierwsze loty po katastrofie odbyły się już w połowie kwietnia 2011, zaś w czerwcu tego samego roku lotnisko było już w pełni sprawne.

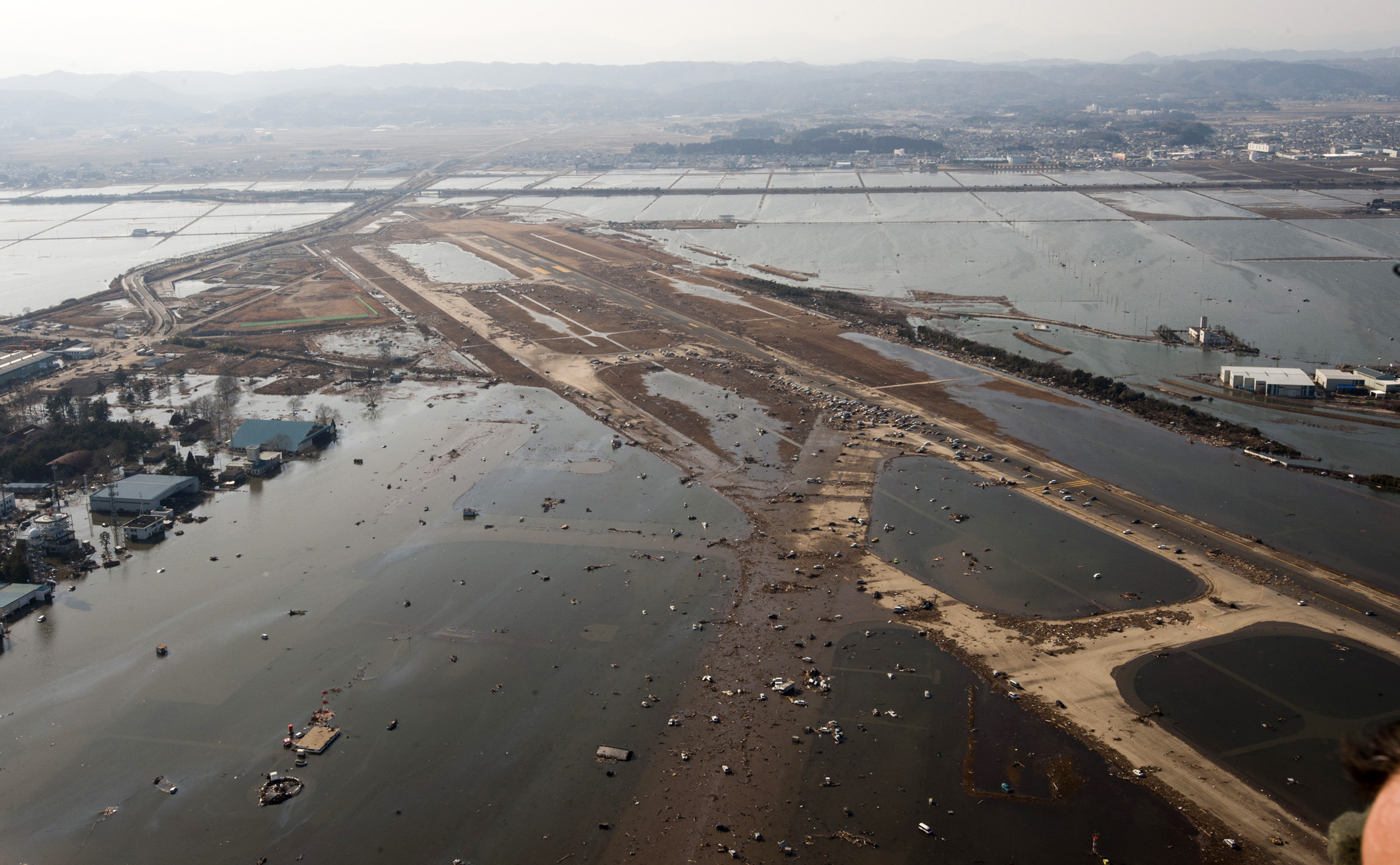
Lotnisko zniszczone po katastrofie z 2011

## Linie lotnicze i kierunki lotów
Lotnisko w Sendai obsługiwane jest przez 13 linii lotniczych, które oferują bezpośrednie połączenia do 14 portów lotniczych w 4 krajach regionu Azji Wschodniej:
| Linia lotnicza       | Kierunek                                                            |
| -------------------- | ------------------------------------------------------------------- |
| Air China            | 1. Dalian 2. Szanghaj-Pudong                                        |
| Air Do               | 1. Sapporo-Chitose                                                  |
| All Nippon Airways   | 1. Naha 2. Osaka-Itami                                              |
| ANA Wings            | 1. Fukuoka 2. Hiroszima 3. Nagoja 4. Osaka-Itami 5. Sapporo-Chitose |
| Asiana Airlines      | 1. Seul-Inczon                                                      |
| EVA Air              | 1. Tajpej-Taiwan Taoyuan                                            |
| Greater Bay Airlines | 1. Hongkong                                                         |
| HK Express           | 1. Hongkong                                                         |
| Hong Kong Airlines   | 1. Hongkong                                                         |
| Ibex Airlines        | 1. Fukuoka 2. Hiroszima 3. Nagoja 4. Osaka-Itami 5. Sapporo-Chitose |
| J-Air                | 1. Fukuoka 2. Osaka-Itami 3. Sapporo-Chitose                        |
| Peach                | 1. Nagoja 2. Osaka-Kansai 3. Sapporo-Chitose                        |
| Skymark Airlines     | Sezonowo: 1. Kobe                                                   |
| Starlux Airlines     | 1. Tajpej-Taiwan Taoyuan                                            |
| Tigerair Taiwan      | 1. Tajpej-Taiwan Taoyuan                                            |
| Toki Air             | 1. Niigata                                                          |